# Церква Святого Іоанна Богослова (Вінниця)
Церква Святого Іонна Богослова, Храм апостола і євангеліста Іоана Богослова — церква Вінницької єпархії УПЦ по вулиці Чумацькій 189 у м. Вінниця.

## Історія

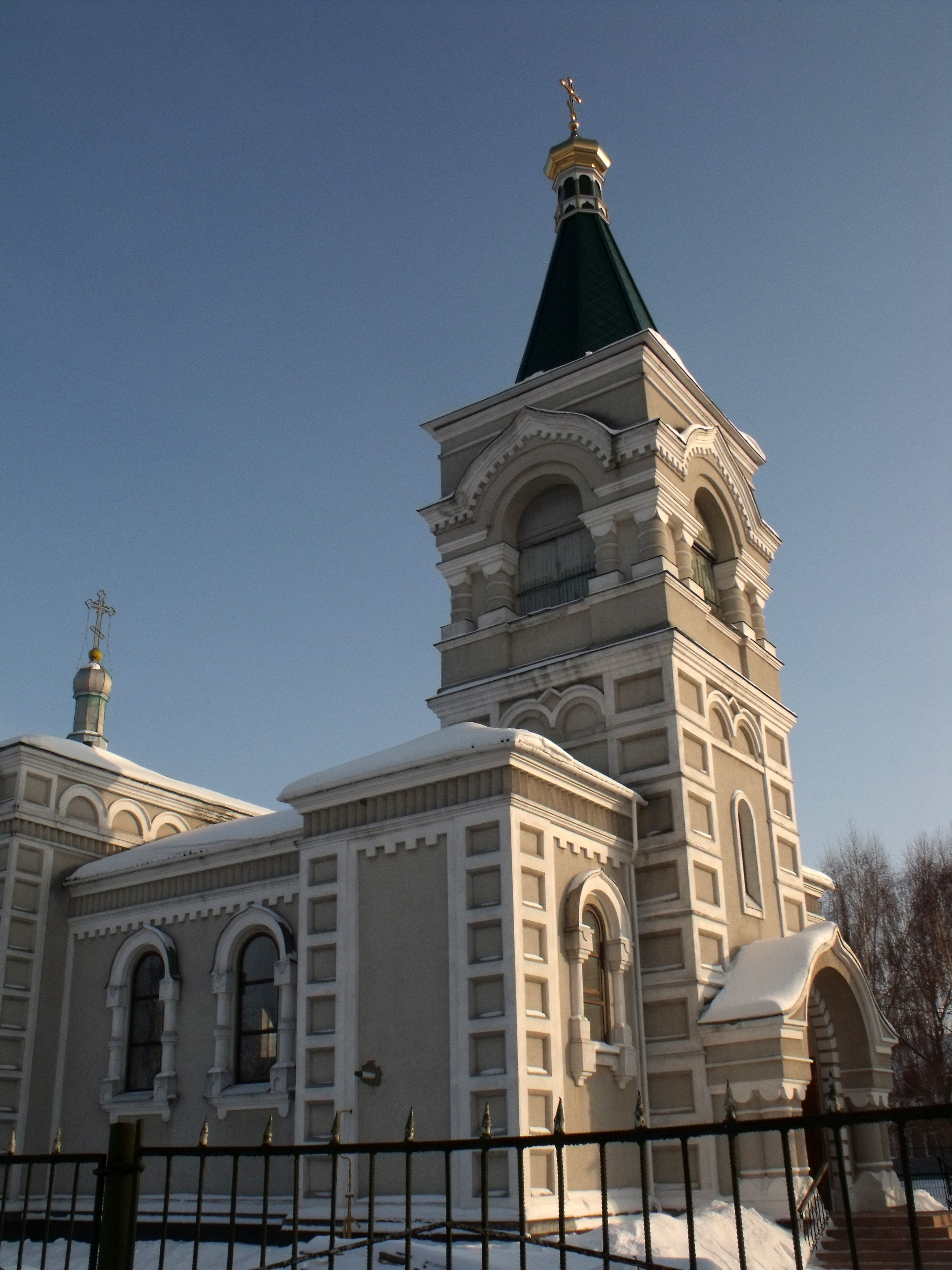
Церква Святого Іоанна Богослова (Вінниця)

З письмового документа, який був написаний польською та колись перебував при церкві, щодо будівництва її відомо таке: жителі Хуторів спочатку ходили до Покровської церкви, що знаходилась у м. Вінниця.Але з часом, коли населення Хуторів зросло, побажали хуторяни мати власну церкву, бо ходити на Богослужіння за річку Буг було вже незручно. На їхнє прохання вінницький староста Йосип Часновський письмовим документом, виданим у Мізякові 1781 р. 14 липня, дозволив зайняти на Педьках місце завширшки та довжини на сто сажень, для церкви та побудови каплиці приписної до Покровської вінницької церкви. Староста звелів видати для побудови дубового лісу зі своїх володінь, і, за розповідями, запропонував міщанам поставити таку каплицю і дзвіницю, яку було видно йому з-за лісу, якщо він проїжджатиме трактом у Немирів. А тому перші архітектори постаралися закласти і поставити не каплицю, а досить серйозну невелику церкву.
Ще один запис, з якого власне, і почалося будівництво храму, звучить так: «Понеділок, 25 вересня 1783 р. складений у Зозові. За клопотанням парафіян с. Хуторів Вінницьких, виданий документ вінницькому декану Івану Романовичу на побудову Церкви в їхньому селі, на честь св. Іоанна Богослова». Можна лише припустити, яку віру та натхнення мали наші предки при побудові тогочасного храму, бо вже за три тижні, а саме 9-го жовтня, у новому храмі на честь св. Апостола та Євангеліста Іоанна Богослова відбулася перша Божа служба своєму небесному покровителю Хуторів.
Споруда на той час була трикупольною дерев'яною, добре забарвленою і покритою гонтом церквою. У довжину тогочасного приходу вона стояла посеред села, а завширшки — на околиці Хуторів, на пагорбі, що й досі зберігся неподалік лівого берега річки Віннички. Дзвіниця теж дерев'яна, споруджена окремо, але водночас із церквою, вкрита гонтою. Престоли були споруджені за зазначеною мірою православною. Передвівтарний іконостас — 4-ярусний, дерев'яний, різьблений, з іконами не дуже старого живопису, в деяких місцях — позолочений. Саме з нього до нашого часу збереглися деякі деталі, які ми можемо побачити нині як верхні надставки над деякими іконами.
Ікони були написані місцевими художниками-живописцями і на той час вважалися досить пристойними зображеннями. У першому ярусі — ікони Спасителя, Богородиці, св. Апостола Іоанна Богослова, св. Миколи. У другому ярусі, який зберігся і досі на своєму місці: зображення 10-ти Господніх свят та над св. воротами Тайна Вечеря. У третьому ярусі — 12 апостолів і у тому числі благословляющий Спаситель. У четвертому ярусі — пророки і серед них Богоматір. Вгорі — хрест із майбутніми Богоматір'ю та Іоанном Богословом.
Жителі Хуторянського приходу були здавна православними; священик — Семеон Обертинський, від часу побудови церкви, 1783 р. по 1796 рік до введення в Подільській губернії російського підданства. Причт по штату був: священик, дячок, паламар. З казни отримували платню в 255 рублів сріблом. Землі за церквою тоді було: садиби — дві десятини 741 сажень, у трьох змінах орної землі — 39 десятин. На цю землю є план, зроблений 1841 року. вінницьким повітовим землеміром Кроліцьким.
Документи на володіння церковною землею маємо польською мовою. Перший — виданий вінницьким старостою Йосипом Чесновським 1781 р. на право зайняти у передмісті Педьок місця під забудову, другий — даний у 1783 р. Понятковським на землі для духовних при новозбудованій каплиці — садибу, орну землю та скісний луг, на рубання дерева для господарських потреб у старостинських лісах та обмолоту зерна на млинах.
Причт обробляв землю сам, своїми худобою та прислугою; за польові роботи та іншу роботу парафіянам платили власними грошима. Священик мав власний 4-кімнатний будинок з кухнею та господарськими будинками. Знаходився на церковній землі. На своїй землі були будинки паламаря та дяка.
З церковних клірових документів та сповідних відомостей дізнаємося про священиків, які за спадкоємністю займали місце служіння при церкві Хуторів. З початку 1796 р. вдівець, навчений риториці (посвячений митрополитом Пилипом Валодикевичем 1766 р.) У 1768 р. він приєднався до Православ'я у Переяславі. Там його і перевели до вінницьких протопопів у 1773 р. Згодом 1775 р. він був вигнаний уніатами та 10 років прослужив військовим священиком. Потім був на приході в Сімферополі, звідки за наказом Синоду 1795 року. прибув до Вінниці та прийняв колишню протопопію за Грамотою Преосвященного Віктора. У тому ж році в Іоанно-Богословській церкві був призначений священик Іван Добрянський. З 1797 р. парафіяльним священиком був Матвій Осаковський, висвячений єпископом Брацлавським та Подільським Іоанніком. У 1796—1797 р. він був духовним отцем, а з 1809 р. і до самої смерті присутнім за вінницького Духовного Правління.
З 1826 р. служив священиком Костянтин Софронович, висвячений Преосвященним Ксенофонтом. З 1833 р. він був благочинним, співробітником Подільського опікунського комітету бідних духовного звання. У 1842 р. парафіяльним священиком став Павло Дворжанський, який пробув при церкві до 1845, а потім переведений в інше місце. У 1846 р. вступив на службу Олексій Любомудров, уродженець Орловської губернії, прослужив при Церкві до 1851 року. У 1852 р. парафію утримував священик Стрильчевський, 1853 р. вступив на службу Співачевський, прослужив 12 років.
З 1847 р. до церкви було приписано с. Тяжилів, що існує з 1760 р. Церковно-парафіяльна школа Хуторів відкрита у 1885 р. коштом Вінницької міської управи. З 1897 р. вона була перебудована у приватний зручний кам'яний будинок, який згодом став місцевим клубом і зберігся досі.
Сьогодні настоятель храму — протоієрей Василь Сонін, якому у служінні допомагає син — священик Георгій Сонін та диякон Ігор Сторожук.